# Maksym Maksymenko
Maksym Oleksandrovyč Maksymenko (in ucraino Максим Олександрович Максименко?; Kramators'k, 28 maggio 1990) è un calciatore ucraino, difensore del DFK Dainava.

## Caratteristiche tecniche
È un difensore centrale.

## Carriera
Cresciuto nel settore giovanile dello Šachtar, ha trascorso la prima parte della carriera con la terza squadra del club arancio-nero giocando 61 partite fra il 2007 ed il 2010. Nei tre anni seguenti ha giocato in Moldavia con il Tiraspol prima di fare ritorno in Ucraina allo Stal' Alčevs'k, in seconda divisione. Nel 2015 si è trasferito in Lituania allo Spartaks Jūrmala dove ha fatto il proprio debutto nelle coppe europee giocando 4 incontri di qualificazione di UEFA Europa League.
Dal 2016 al 2017 ha giocato al Desna Černihiv per poi passare al Kolos Kovalivka con cui ha ottenuto la promozione in Prem"jer-liha al termine della stagione 2018-2019. Ha debuttato nella massima divisione ucraina il 30 settembre 2019 giocando l'incontro vinto 2-1 contro il Mariupol'.

## Palmarès

### Club

#### Competizioni nazionali
- Campionato moldavo: 2

Tiraspol: 2011-2012, 2012-2013
- Coppa di Moldavia: 1

Tiraspol:2012-2013